# Michelle Martin (Squashspielerin)
Michelle Susan Martin, OAM (* 29. April 1967 in Sydney) ist eine ehemalige australische Squashspielerin.

## Karriere
Michelle Martin ist eine der erfolgreichsten Squashspielerinnen. Ihr größter Erfolg war der dreimalige Gewinn der Weltmeisterschaft in den Jahren 1993, 1994 und 1995, als sie jeweils Liz Irving, Cassie Jackman und Sarah Fitz-Gerald bezwang. Bereits 1992 stand sie im Finale, unterlag dort aber glatt in drei Sätzen Susan Devoy. Auch von 1997 bis 1999 stand sie drei weitere Male im Endspiel, unterlag jedoch Sarah Fitz-Gerald zweimal knapp in fünf und 1999 Cassie Campion in drei Sätzen. Mit der australischen Nationalmannschaft wurde sie zwischen 1992 und 1998 insgesamt viermal Weltmeister. Bei den Commonwealth Games 1998 gewann sie die Goldmedaillen im Einzel und im Mixed an der Seite von Craig Rowland. Zwischen 1993 und 1998 gewann Michelle Martin die British Open sechsmal in Folge. Im März 1993 wurde sie erstmals Führende der Weltrangliste und hielt diese Position 44 Monate am Stück. Sie wurde zwei Jahre lang an der Spitze von Sarah Fitz-Gerald abgelöst, ehe sie im November 1998 ein letztes Mal für 16 Monate die Führung übernahm. Sie beendete ihre Karriere, an der Spitze der Weltrangliste liegend, zum Ende des Jahres 1999. 
Im Jahr 2001 wurde sie in die World Squash Hall of Fame und die Sport Australia Hall of Fame aufgenommen. Sie ist zudem Mitglied der Squash Australia Hall of Fame. Von 2004 bis 2010 war sie Nationaltrainerin der australischen Damennationalmannschaft.

## Privates
Michelle Martins Brüder Brett und Rodney Martin waren ebenfalls erfolgreiche Squashprofis. Ihr Onkel und langjähriger Trainer Lionel Robberds war olympischer Ruderer und Squash-Mannschaftsweltmeister.

## Erfolge
- Weltmeister: 3 Titel (1993, 1994, 1995)
- Weltmeister mit der Mannschaft: 4 Titel (1992, 1994, 1996, 1998)
- 58 Monate Weltranglistenerste
- Gewonnene WSA-Titel: 56
- Commonwealth Games: 2 × Gold (Einzel und Mixed 1998)